# Sionne (Vosges)
Pour les articles homonymes, voir Sionne.
Sionne est une commune française située dans le département des Vosges, en Lorraine, dans la région administrative Grand Est.
Ses habitants sont appelés les Sionnards.

## Géographie

### Localisation
Sionne est située dans la vallée de la Saônelle, petit affluent gauche de la Meuse, 4 km en amont de sa confluence à Coussey. 
Le chef-lieu d'arrondissement Neufchâteau se trouve au sud-est, seulement séparé par le territoire de Frebécourt.

### Géologie et relief
La commune se compose de 330,04 hectares de territoires agricoles (27,73 %) et 860,35 hectares de forêts et milieux semi-naturels (72,30 %).
Espaces naturels :
- Un espace protégé Natura 2000 :

Vallée de la Saônelle,
- Quatre zones naturelles d'intérêt écologique, faunistique et floristique (Znieff) :

Gîtes à chiroptères de Mont-les-Neufchâteau et Sionne,
Pays de Neufchâteau,
Gîte à chiroptères de Coussey,
Carrière vers Berthelevaux à Coussey.
Le relief local est caractérisé par des combes perpendiculaires à la vallée, dont le Vau - où s'abrite le village - et la vallée du ru de Rorthey.

### Communes limitrophes

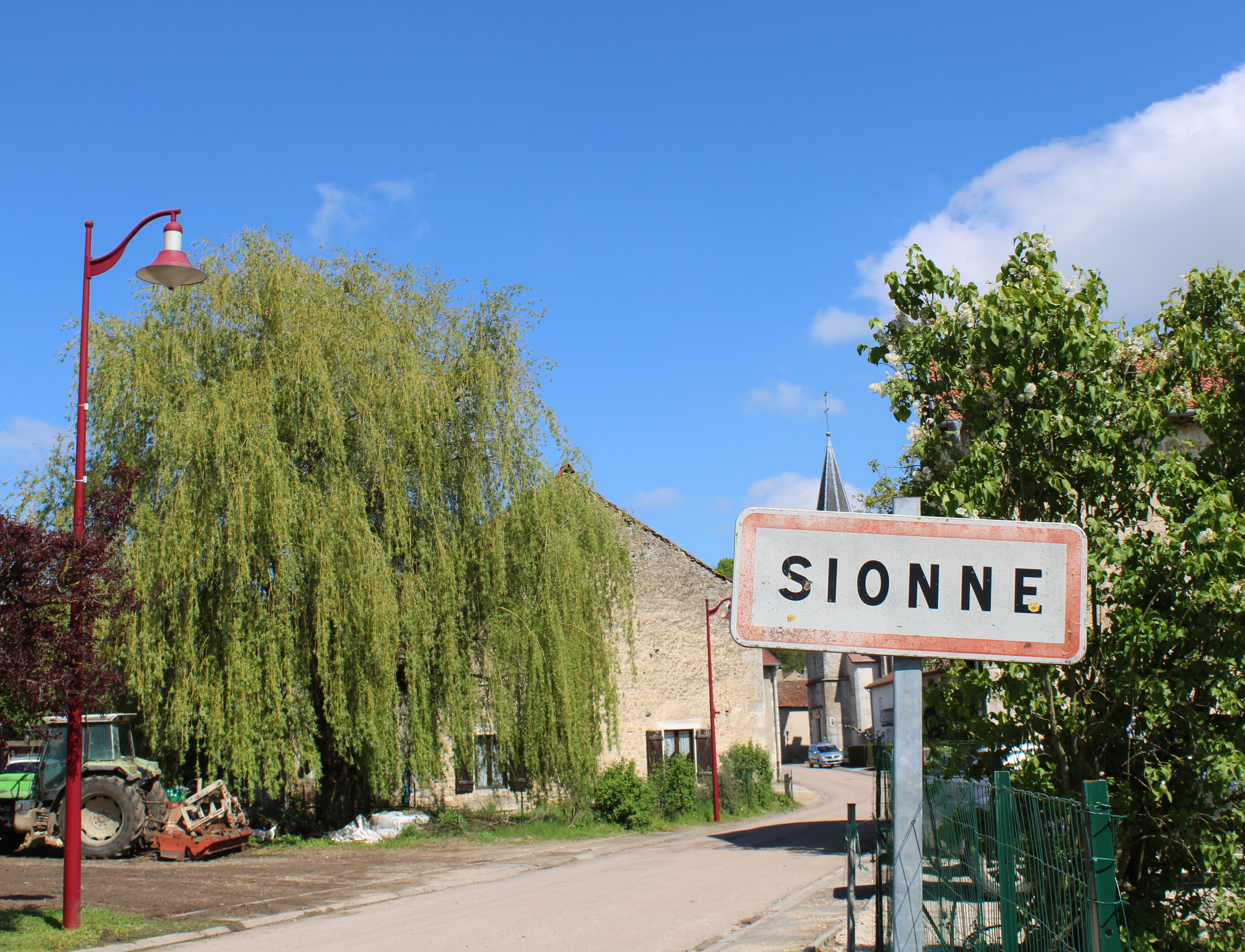
Entrée du village.

### Hydrographie et les eaux souterraines
Hydrogéologie et climatologie : Système d’information pour la gestion des eaux souterraines du bassin Rhin-Meuse :
Territoire communal : Occupation du sol (Corinne Land Cover); Cours d'eau (BD Carthage),
Géologie : Carte géologique; Coupes géologiques et techniques,
 Hydrogéologie : Masses d'eau souterraine; BD Lisa; Cartes piézométriques.
La commune est située dans le bassin versant de la Meuse au sein du bassin Rhin-Meuse. Elle est drainée par la ruisseau la Saonnelle et Ru de Rorthey,.
La Saônelle, d'une longueur totale de 21,8 km, prend sa source dans la commune de Lafauche et se jette dans la Meuse en limite de Frebécourt et Coussey, après avoir traversé huit communes.

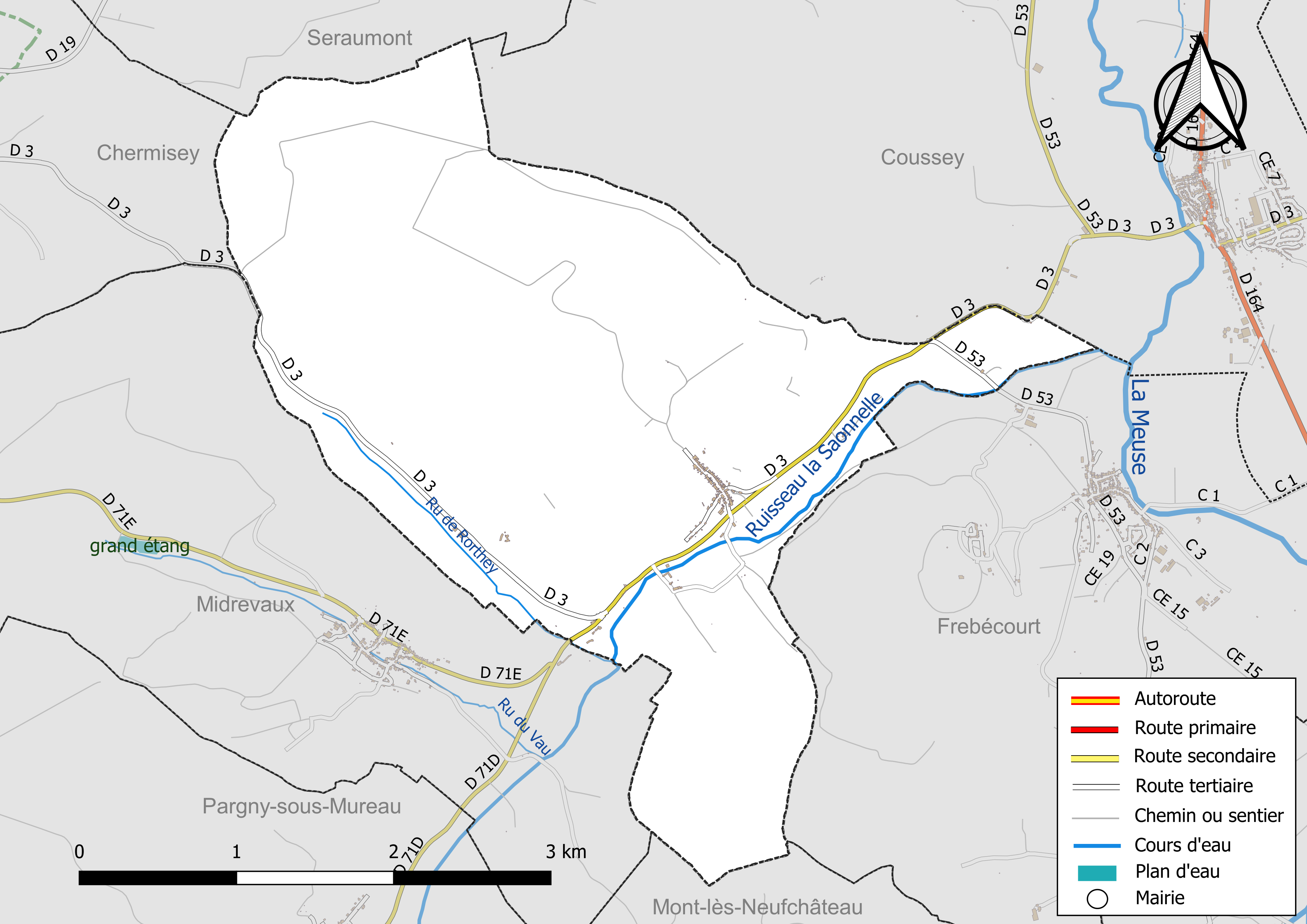
Réseaux hydrographique et routier de Sionne.

La qualité des cours d’eau peut être consultée sur un site dédié géré par les agences de l’eau et l’Agence française pour la biodiversité.

### Climat
Pour des articles plus généraux, voir Climat du Grand Est et Climat des Vosges.
En 2010, le climat de la commune est de type climat de montagne, selon une étude du Centre national de la recherche scientifique s'appuyant sur une série de données couvrant la période 1971-2000. En 2020, Météo-France publie une typologie des climats de la France métropolitaine dans laquelle la commune est exposée à un climat océanique altéré et est dans la région climatique  Lorraine, plateau de Langres, Morvan, caractérisée par un hiver rude (1,5 °C), des vents modérés et des brouillards fréquents en automne et hiver. 
Pour la période 1971-2000, la température annuelle moyenne est de 9,5 °C, avec une amplitude thermique annuelle de 16,9 °C. Le cumul annuel moyen de précipitations est de 1 035 mm, avec 13,3 jours de précipitations en janvier et 9,8 jours en juillet. Pour la période 1991-2020, la température moyenne annuelle observée sur la station météorologique de Météo-France la plus proche, « Rollainville », sur la commune de Rollainville à 8 km à vol d'oiseau, est de 10,3 °C et le cumul annuel moyen de précipitations est de 860,3 mm. 
La température maximale relevée sur cette station est de 39,6 °C, atteinte le 25 juillet 2019 ; la température minimale est de −18,2 °C, atteinte le 20 décembre 2009,,. 
Les paramètres climatiques de la commune ont été estimés pour le milieu du siècle (2041-2070) selon différents scénarios d'émission de gaz à effet de serre à partir des nouvelles projections climatiques de référence DRIAS-2020. Ils sont consultables sur un site dédié publié par Météo-France en novembre 2022.

## Urbanisme

### Typologie
Au 1er janvier 2024, Sionne est catégorisée commune rurale à habitat dispersé, selon la nouvelle grille communale de densité à sept niveaux définie par l'Insee en 2022.
Elle est située hors unité urbaine. Par ailleurs la commune fait partie de l'aire d'attraction de Neufchâteau, dont elle est une commune de la couronne,. Cette aire, qui regroupe 72 communes, est catégorisée dans les aires de moins de 50 000 habitants,.

### Occupation des sols
L'occupation des sols de la commune, telle qu'elle ressort de la base de données européenne d’occupation biophysique des sols Corine Land Cover (CLC), est marquée par l'importance des forêts et milieux semi-naturels (72 % en 2018), une proportion identique à celle de 1990 (72 %). La répartition détaillée en 2018 est la suivante : 
forêts (70,6 %), prairies (17,4 %), terres arables (10,4 %), milieux à végétation arbustive et/ou herbacée (1,4 %), zones agricoles hétérogènes (0,2 %). L'évolution de l’occupation des sols de la commune et de ses infrastructures peut être observée sur les différentes représentations cartographiques du territoire : la carte de Cassini (XVIIIe siècle), la carte d'état-major (1820-1866) et les cartes ou photos aériennes de l'IGN pour la période actuelle (1950 à aujourd'hui).

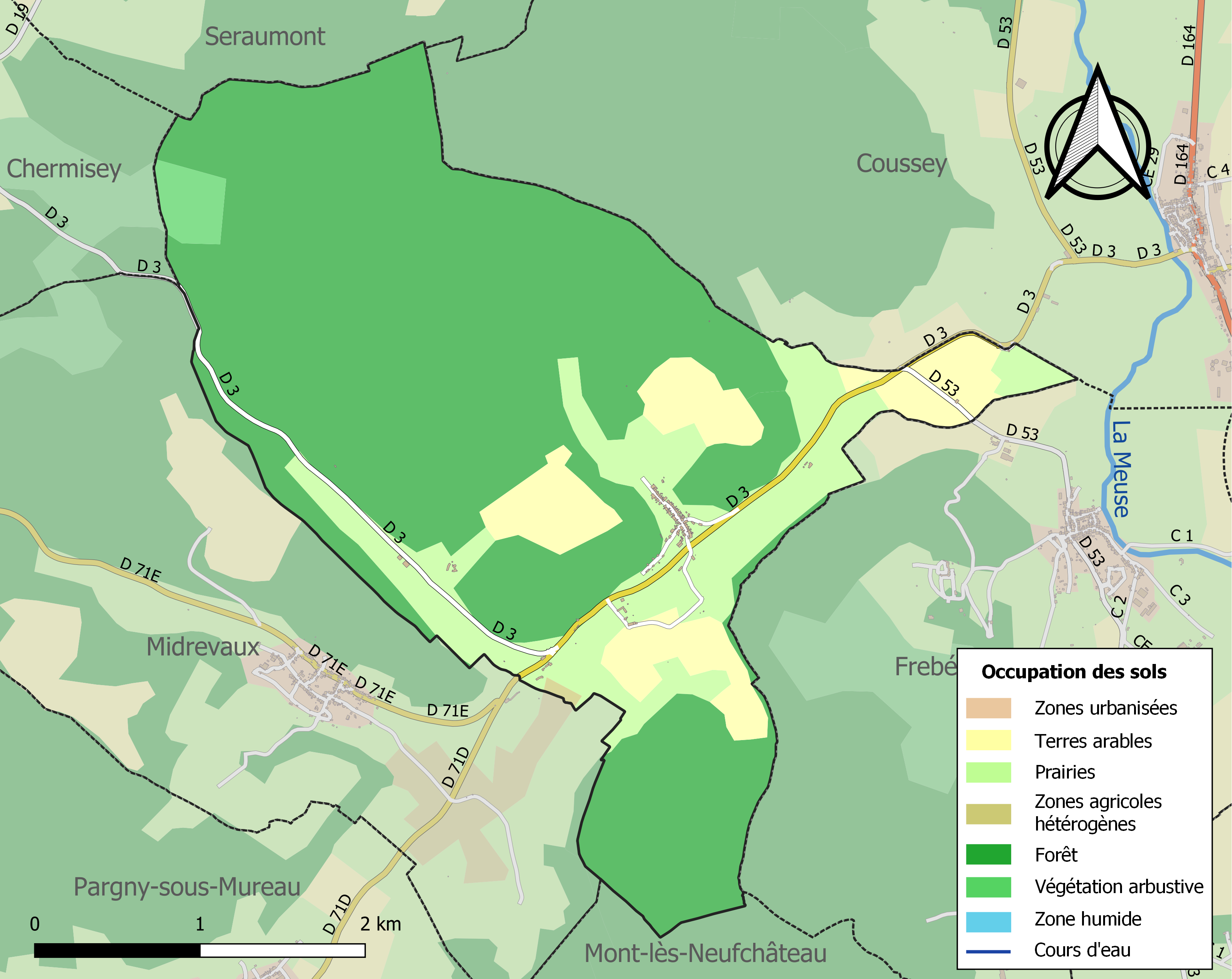
Carte des infrastructures et de l'occupation des sols de la commune en 2018 (CLC).

### Voies de communications et transports

#### Voies routières
- A31 (aussi appelée autoroute de Lorraine-Bourgogne). Échangeur Châtenois.

#### Transports en commun

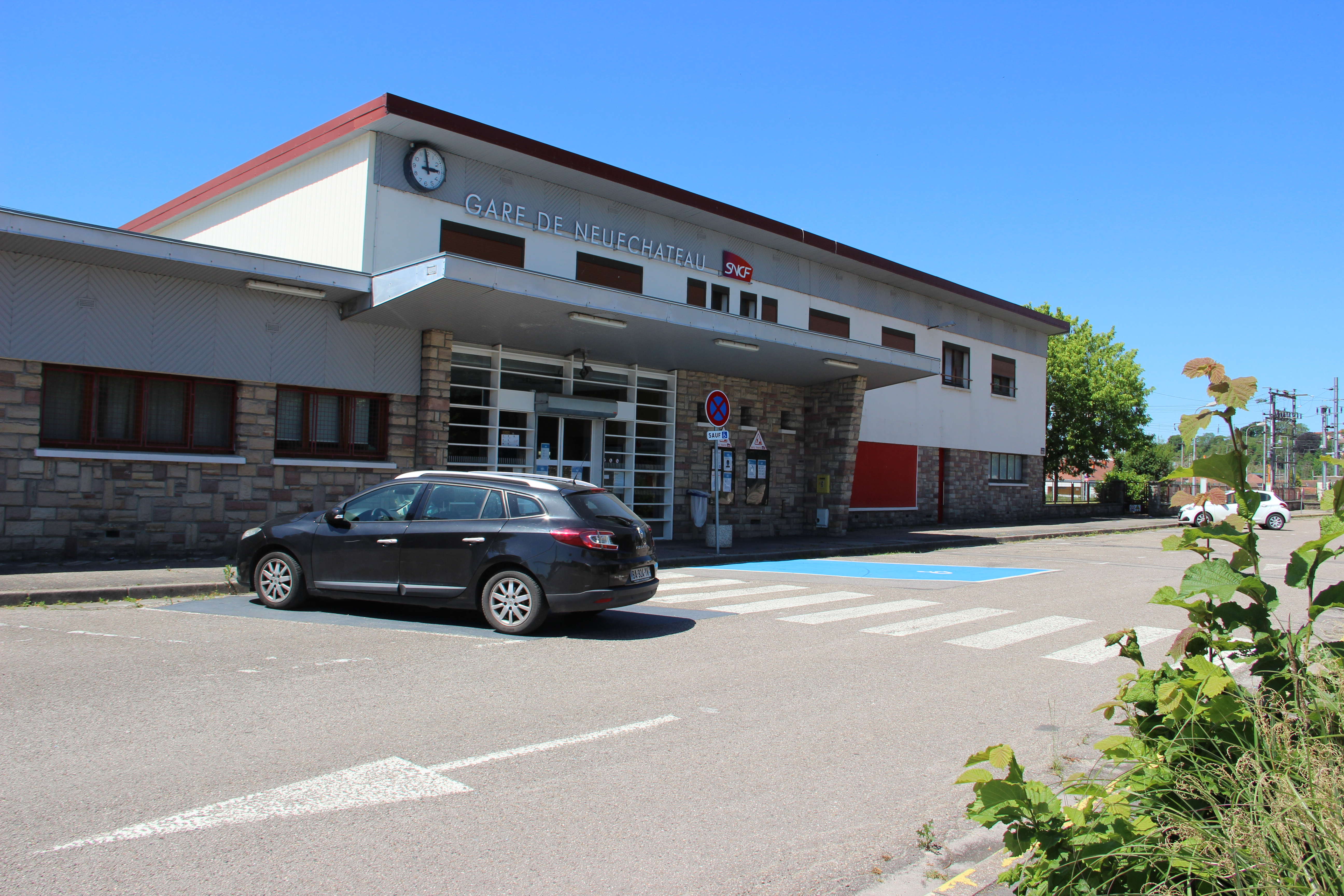
Gare de Neufchâteau.

- Fluo Grand Est.

#### Lignes SNCF
- Gare de Neufchâteau

#### Transports aériens
- L'Aéroport d'Épinal-Mirecourt « Vosges Aéroport ».

À partir de l'été 2021, l’aéroport d’Épinal-Mirecourt est devenu le "pélicandrome" de la Zone Est et servira ainsi de base de ravitaillement et d’intervention pour les avions bombardiers d’eau connus sous le nom de Dash 8.
- Aérodrome de Langres - Rolampont.
- Aéroport de Nancy-Essey.

## Toponymie
Le nom de la localité est attesté sous les formes Syonna (1097) ; Sionna (1154) ; W. miles de Seona (1179) ; De monte dicto Syon (XIIe siècle) ; Syonne (vers 1278) ; Syona (1402) ; Syonnes (1412) ; Syenne (1420) ; Saone (1656).

Sionne pour soynne, cigogne, en souvenir des nids de cigognes blanches, l'espèce était courante au Moyen Âge dans la majeure partie de la région, le changement dans les pratiques agricoles a causé un fort déclin durant l’ère moderne.
Étymologie

## Histoire
Le village faisait partie de l’ancienne province de Champagne.
On parle de Sionne en 1097 dans le titre de fondation du prieuré Saint-Jacques de Neufchâteau.
Le 20 mai 1408, Philippe Chevillart de Mirecourt donne son dénombrement à Pierre de Bourlémont, seigneur de Domrémy, des cens et rentes qu’il possédait à Sionne. La seigneurie de Sionne appartient jusqu’à la Révolution au prieuré de Saint-Jacques-du-Mont.
De la paroisse de Sionne dépendait Rorthey ou Rorté, château très ancien qui a donné son nom à une famille illustre qui vivait aux XIe et XIIe siècles.
D'après LEPAGE H, début XIXe siècle on comptait " dans l'arrondissement de Neufchâteau, la forge de Bazoilles, celles du Châtelet, de Barville, de Sionne, de Fruze, et de Vrécourt.".

## Politique et administration
| Période                                  | Période      | Identité         | Étiquette | Qualité                                 |
| ---------------------------------------- | ------------ | ---------------- | --------- | --------------------------------------- |
| Les données manquantes sont à compléter. |              |                  |           |                                         |
| mars 2001                                | mars 2014    | Pascal Herbillot | DVD       |                                         |
| mars 2014                                | janvier 2015 | Romain Calmé     |           | Représentant de commerce Démissionnaire |
| mars 2015                                | En cours     | Quentin Labet    |           | Agriculteur en GAEC                     |

### Budget et fiscalité 2023

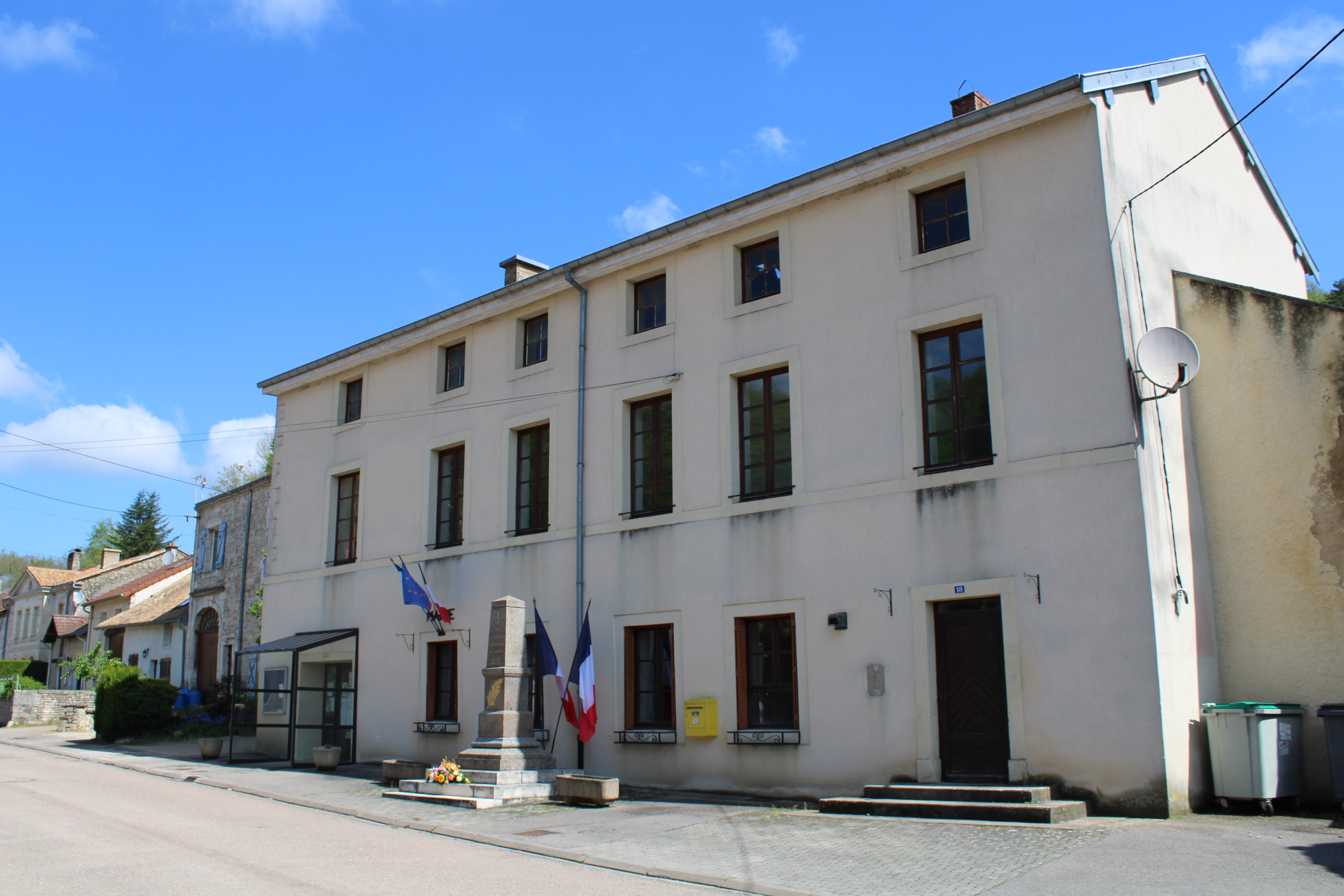
La mairie.

En 2023, le budget de la commune était constitué ainsi :
- total des produits de fonctionnement : 123 000 €, soit 840 € par habitant ;
- total des charges de fonctionnement : 115 000 €, soit 788 € par habitant ;
- total des ressources d'investissement : 33 000 €, soit 225 € par habitant ;
- total des emplois d'investissement : 34 000 €, soit 233 € par habitant ;
- endettement : 22 000 €, soit 152 € par habitant.

Avec les taux de fiscalité suivants :
- taxe d'habitation : 18,96 % ;
- taxe foncière sur les propriétés bâties : 35,53 % ;
- taxe foncière sur les propriétés non bâties : 14,37 % ;
- taxe additionnelle à la taxe foncière sur les propriétés non bâties : 0,00 % ;
- cotisation foncière des entreprises : 0,00 %.

Chiffres clés Revenus et pauvreté des ménages en 2021 : médiane en 2021 du revenu disponible, par unité de consommation : 21 340 €.

## Population et société

### Démographie

#### Évolution démographique
L'évolution du nombre d'habitants est connue à travers les recensements de la population effectués dans la commune depuis 1793. Pour les communes de moins de 10 000 habitants, une enquête de recensement portant sur toute la population est réalisée tous les cinq ans, les populations de référence des années intermédiaires étant quant à elles estimées par interpolation ou extrapolation. Pour la commune, le premier recensement exhaustif entrant dans le cadre du nouveau dispositif a été réalisé en 2007.

En 2022, la commune comptait 141 habitants, en stagnation par rapport à 2016 (Vosges : −2,96 %, France hors Mayotte : +2,11 %).
| 1793 | 1800 | 1806 | 1821 | 1831 | 1836 | 1841 | 1846 | 1856 |
| ---- | ---- | ---- | ---- | ---- | ---- | ---- | ---- | ---- |
| 300  | 348  | 377  | 376  | 454  | 470  | 566  | 583  | 343  |

| 1861 | 1866 | 1876 | 1881 | 1886 | 1891 | 1896 | 1901 | 1906 |
| ---- | ---- | ---- | ---- | ---- | ---- | ---- | ---- | ---- |
| 330  | 335  | 323  | 321  | 269  | 276  | 245  | 234  | 220  |

| 1911 | 1921 | 1926 | 1931 | 1936 | 1946 | 1954 | 1962 | 1968 |
| ---- | ---- | ---- | ---- | ---- | ---- | ---- | ---- | ---- |
| 205  | 165  | 176  | 167  | 171  | 165  | 138  | 156  | 151  |

| 1975 | 1982 | 1990 | 1999 | 2006 | 2007 | 2012 | 2017 | 2022 |
| ---- | ---- | ---- | ---- | ---- | ---- | ---- | ---- | ---- |
| 128  | 145  | 148  | 124  | 135  | 136  | 145  | 140  | 141  |

#### Pyramide des âges
En 2018, le taux de personnes d'un âge inférieur à 30 ans s'élève à 37,2 %, soit au-dessus de la moyenne départementale (31,2 %). À l'inverse, le taux de personnes d'âge supérieur à 60 ans est de 25,7 % la même année, alors qu'il est de 31,0 % au niveau départemental.
En 2018, la commune comptait 73 hommes pour 68 femmes, soit un taux de 51,77 % d'hommes, largement supérieur au taux départemental (48,69 %).
Les pyramides des âges de la commune et du département s'établissent comme suit.
| Hommes | Classe d’âge | Femmes |
| ------ | ------------ | ------ |
| 0,0    | 90 ou +      | 1,5    |
| 1,4    | 75-89 ans    | 7,4    |
| 19,4   | 60-74 ans    | 22,1   |
| 20,8   | 45-59 ans    | 16,2   |
| 15,3   | 30-44 ans    | 22,1   |
| 16,7   | 15-29 ans    | 8,8    |
| 26,4   | 0-14 ans     | 22,1   |

| Hommes | Classe d’âge | Femmes |
| ------ | ------------ | ------ |
| 0,8    | 90 ou +      | 2,3    |
| 8,1    | 75-89 ans    | 11,6   |
| 20,5   | 60-74 ans    | 21     |
| 21,1   | 45-59 ans    | 20,4   |
| 16,9   | 30-44 ans    | 16,2   |
| 16     | 15-29 ans    | 13,7   |
| 16,5   | 0-14 ans     | 14,9   |

### Enseignement
Établissements d'enseignements :
- Écoles maternelles et primaires à Coussey, Domrémy-la-Pucelle, Neufchâteau.
- Collèges à Neufchâteau, Liffol-le-Grand, Gondrecourt-le-Château, Châtenois.
- Lycées à Neufchâteau.

### Santé
Professionnels et établissements de santé :
- Médecins à Coussey, Neufchâteau, Liffol-le-Grand, Sauvigny, Grand, Gondrecourt-le-Château, Châtenois.
- Pharmacies à Coussey, Neufchâteau, Liffol-le-Grand[37].
- Hôpitaux à Neufchâteau[38].

### Cultes
- Culte cartholique, Paroisse Saint-Nicolas-Sainte-Jeanne-d'Arc[39], Diocèse de Saint-Dié.

## Économie

### Entreprises et commerces

#### Agriculture
- Élevage d'ovins et de caprins[40].
- Élevage d'autres bovins et de buffles.

#### Tourisme
- Hébergement touristique et autre hébergement de courte durée à Neufchâteau, Soulosse-sous-Saint-Elophe[41].

#### Commerces
- Commerces et services de proximité[42].
- Usine de fabrication des métaux[43].

## Culture locale et patrimoine

### Lieux et monuments

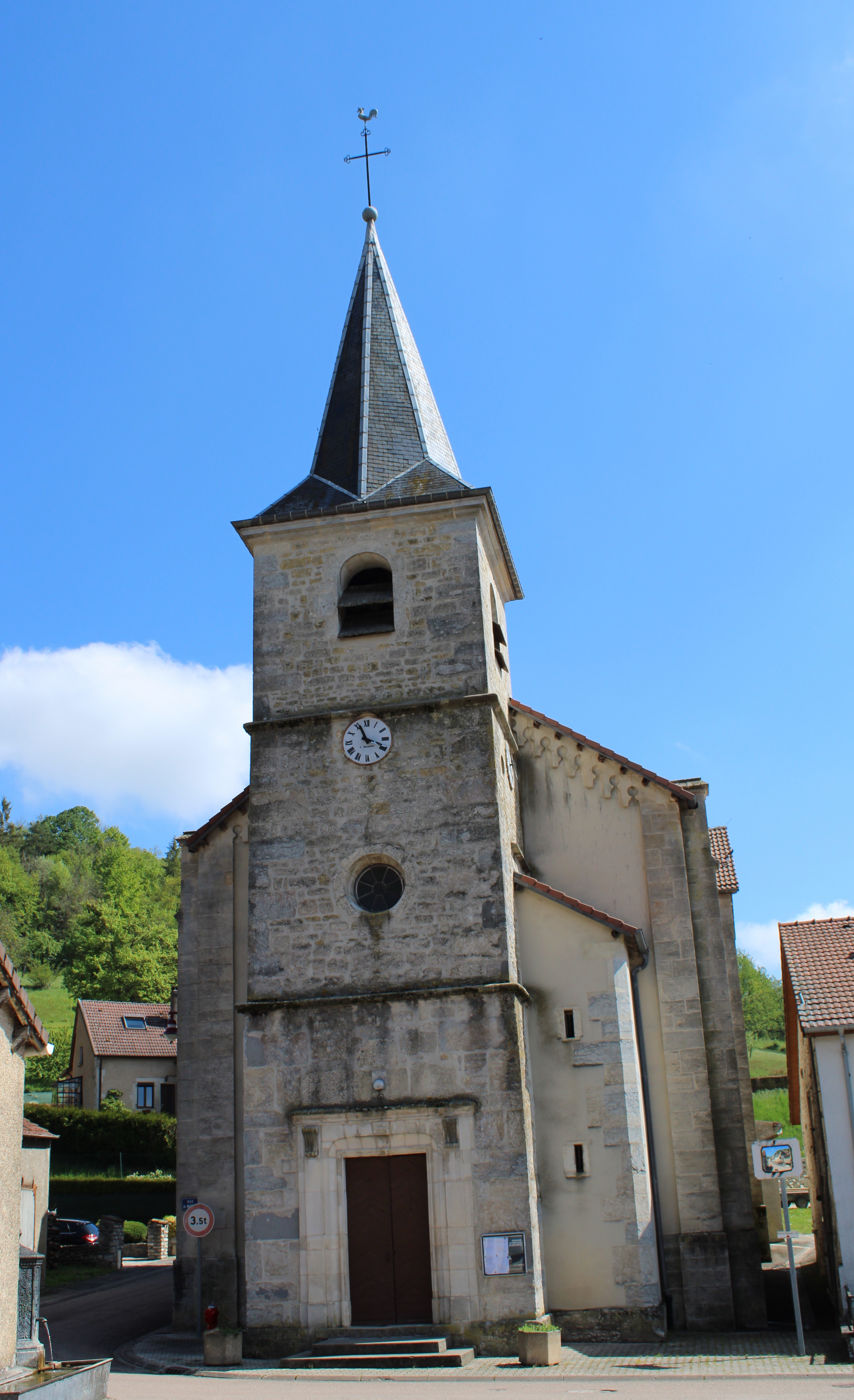
L'église.
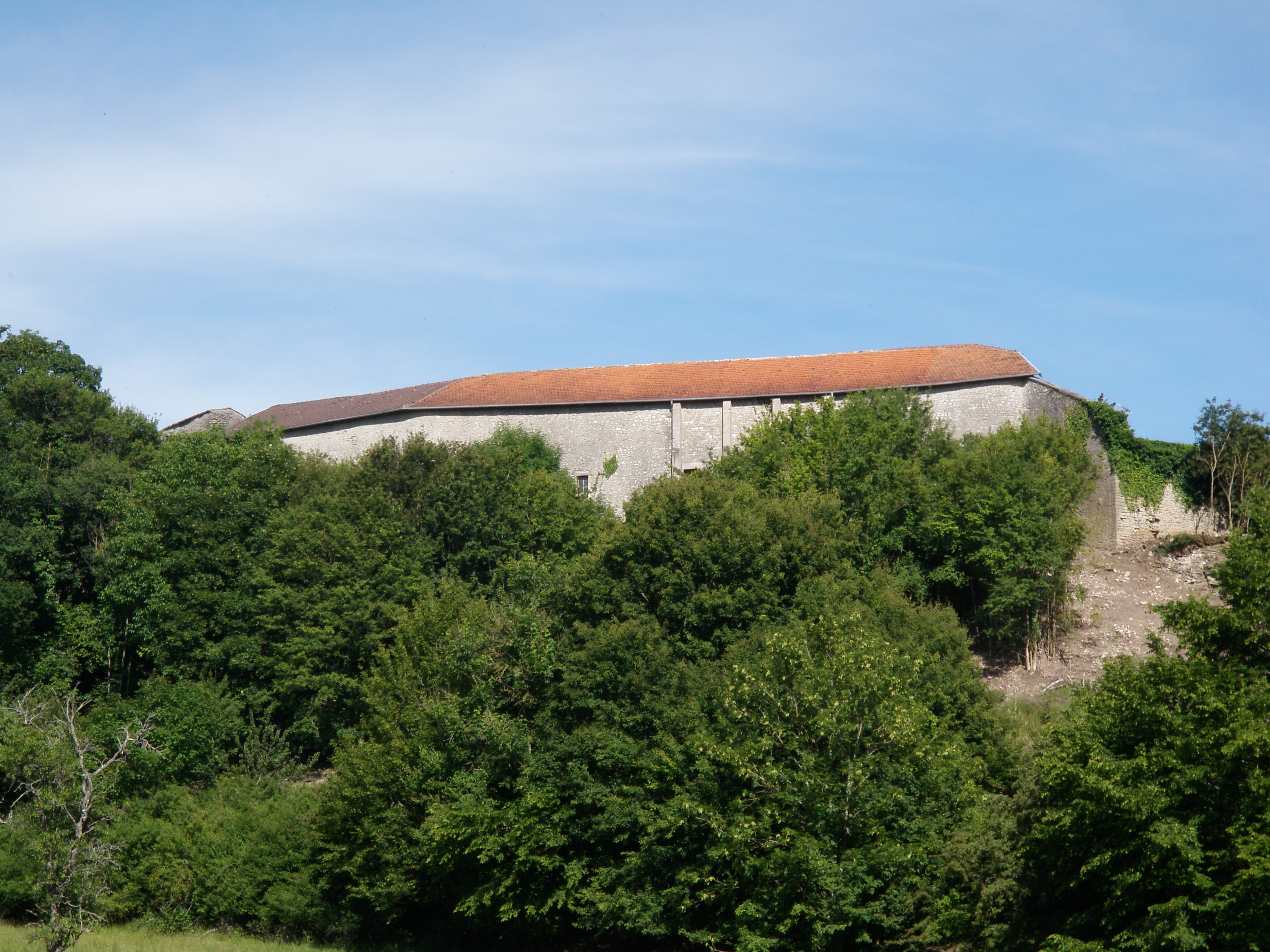
Rempart nord-ouest du château.
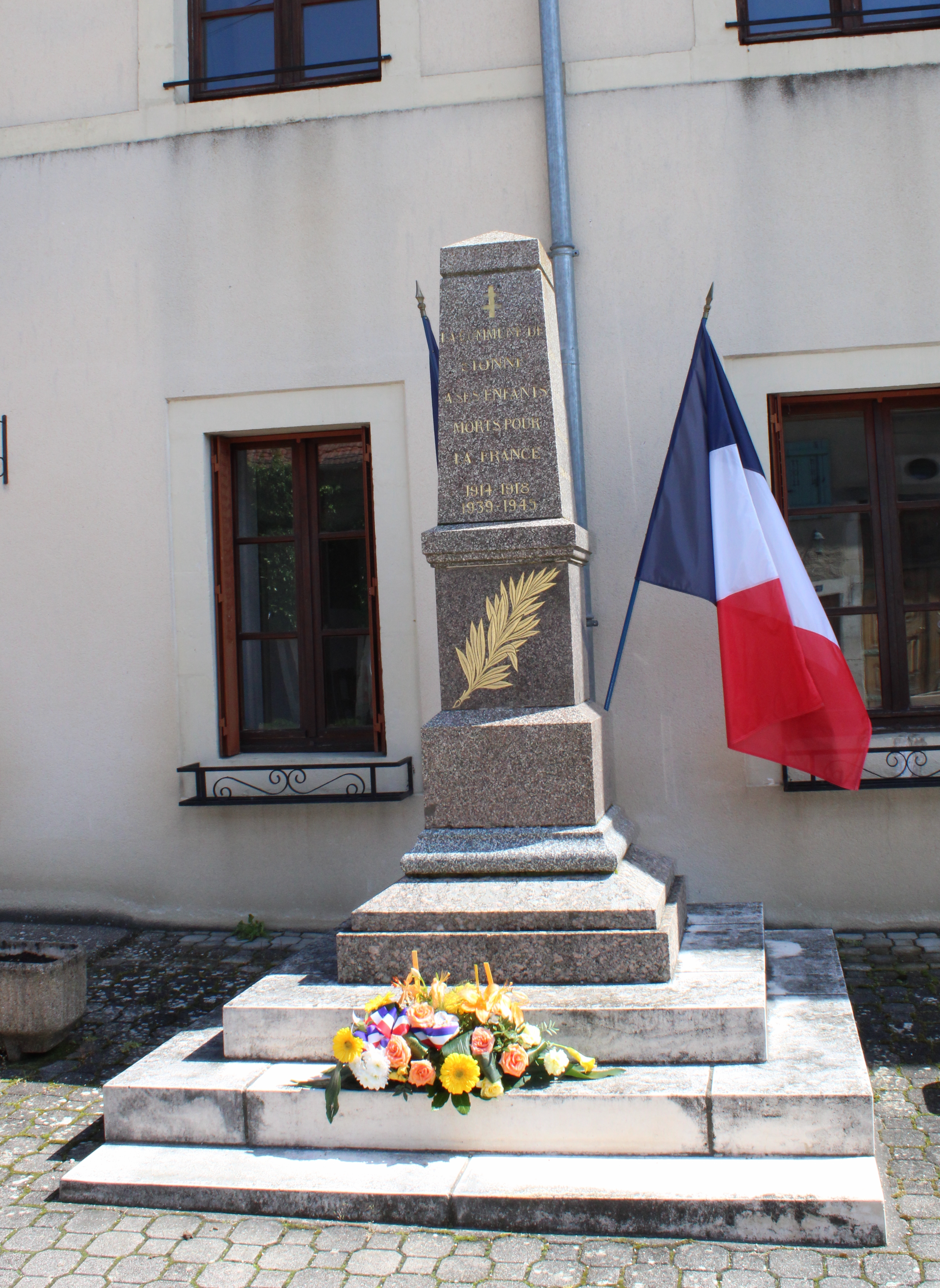
Le monument aux morts.

- L'église, de 1876, dédiée à dédiée à Saint-Germain[44].

3 cloches installées en 1899.
Statue Saint Germain.
- Les hêtres tortillards[47],[48].
- Le château de Rorthey[49].
- Maison de maître des anciennes forges[50].
- Fontaine abreuvoir[51] :

Plan du lavoir de Sionne dressé en 1771 par Pierre Charles Jean Évangéliste Lechangeur, architecte du feu roi Stanislas.
- Le monument aux morts[53],[54].

Plaque commémorative 1914-1918.

### La gare
De 1875 à 1973, Sionne avait une gare qui faisait partie de la ligne de chemin de fer de Gondrecourt-le-Château à Neufchâteau. Elle était située à mi-chemin de Sionne et de Midrevaux.

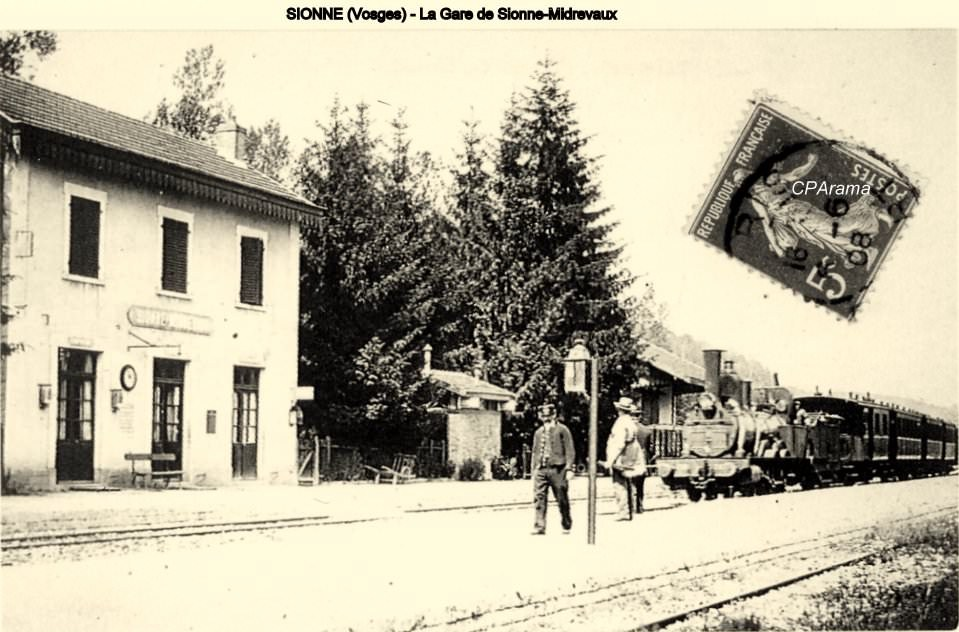
Carte postale de la gare de Sionne-Midrevaux vers 1908.
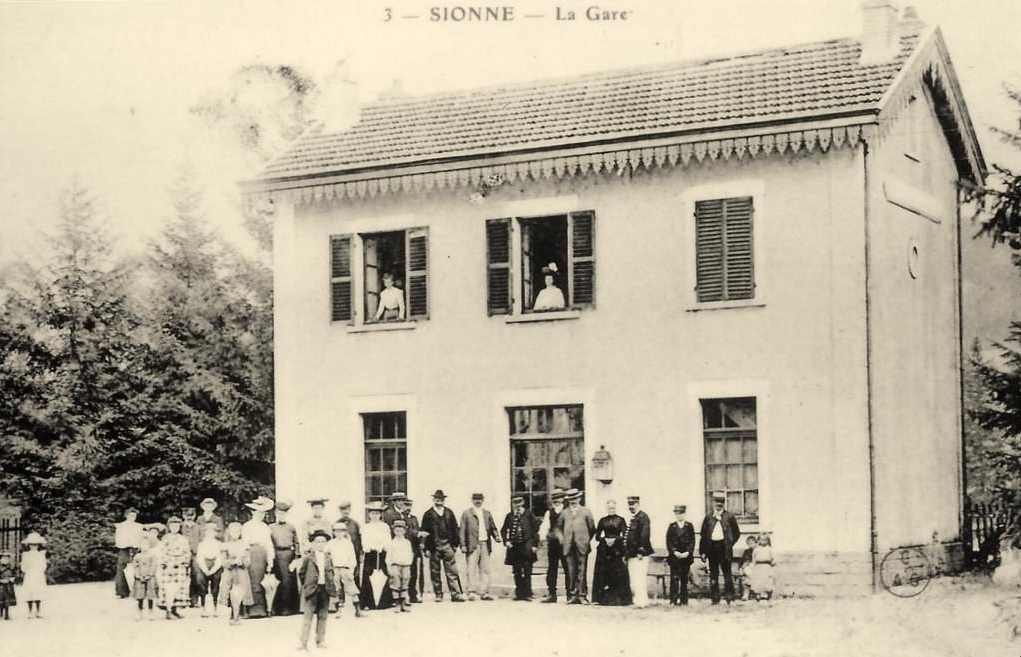
Autre carte postale de la gare dans les années 1900.

### Personnalités liées à la commune
- François Barbaux, né à Sionne. Garde principal d'artillerie[56].
- Gustave Muel, maître de forges[57].
- Médaillés de Sainte-Hélène[58].

### Héraldique, logotype et devise
Commune sans blason.

## Pour approfondir